# Seryschewo
Seryschewo (russisch Серышево) ist eine Siedlung städtischen Typs in der Oblast Amur (Russland) mit 9345 Einwohnern (Stand 1. Oktober 2021).

## Geographie
Die Siedlung liegt im zentralen Teil der Seja-Bureja-Ebene, zwischen den linken Amur-Nebenflüssen Seja und Bureja im Fernen Osten Russlands, etwa 110 Kilometer (Luftlinie) nordöstlich der Oblasthauptstadt Blagoweschtschensk.
Seryschewo ist Verwaltungszentrum des gleichnamigen Rajons Seryschewo.

## Geschichte
Der Ort entstand  im Zusammenhang mit dem Bau der Amureisenbahn von Kuenga unweit Sretensk in Transbaikalien nach Chabarowsk, als hier 1912 die Station Belonogowo errichtet wurde.
1928 erhielt er den heutigen Namen zu Ehren eines der früheren Kommandierenden der Revolutionären Volksarmee der Fernöstlichen Republik und Militärattachés der Sowjetunion in Japan Stepan Michailowitsch Seryschew (1889–1928). 1948 wurde der Status einer Siedlung städtischen Typs verliehen.

### Bevölkerungsentwicklung
| Jahr | Einwohner |
| ---- | --------- |
| 1939 | 1.832     |
| 1959 | 7.564     |
| 1970 | 10.279    |
| 1979 | 11.522    |
| 1989 | 13.456    |
| 2002 | 12.186    |
| 2010 | 10.816    |
| 2021 | 9.345     |

Anmerkung: Volkszählungsdaten

## Wirtschaft und Infrastruktur
Seryschewo ist Zentrum eines Landwirtschaftsgebietes mit Betrieben der Lebensmittelindustrie und der Bauwirtschaft.
Die Siedlung ist Station der Transsibirischen Eisenbahn (Streckenkilometer 7845 ab Moskau).
Etwa zehn Kilometer nordöstlich des Ortes befindet sich ein Militärflugplatz (Siedlung Seryschewo-2, nach dem nahe gelegenen Dorf Ukrainka auch Militärflugplatz Ukrainka genannt; Güteranschlussgleis von Seryschewo), weitere 20 Kilometer nordöstlich befindet sich ein ehemaliger weiterer Militärflugplatz, Seryschewo-4 (Orlowka).